# Eumenes unguiculatus
Eumenes unguiculatus är en stekelart som beskrevs av Charles Joseph de Villers. Eumenes unguiculatus ingår i släktet krukmakargetingar, och familjen Eumenidae.

## Underarter
Arten delas in i följande underarter:
- E. u. libanicus
- E. u. mauritanicus

## Bildgalleri

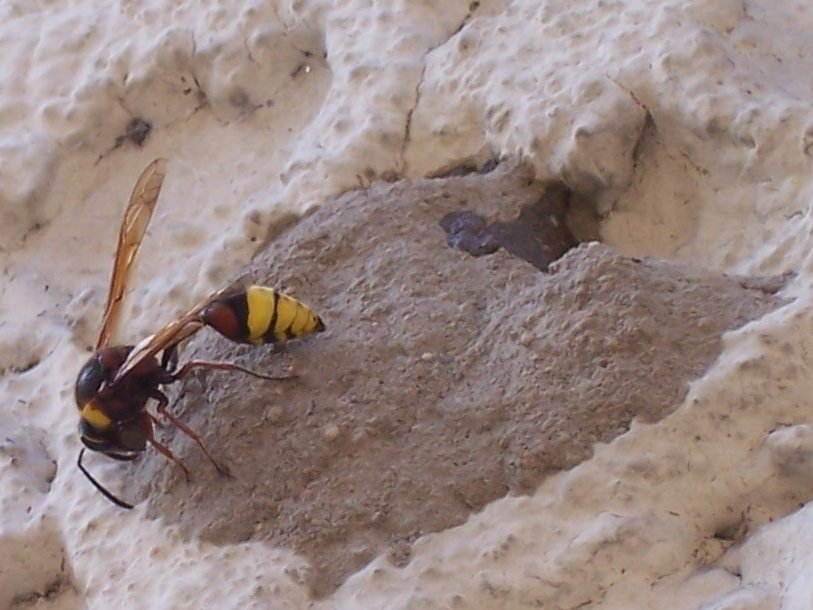